# Piñeres
Piñeres es una parroquia del concejo asturiano de Aller, en España.

## Límites
Limita al norte con el concejo de Mieres, al oeste con la parroquia de Moreda, al sur con la de Nembra, y al este de Serrapio y Soto y su altitud media es de 383 metros sobre el nivel del mar.

## Población
En sus 15,80 km² habitan un total de 785 personas (INE 2011) repartidas entre 38 poblaciones. siendo Piñeres y Corigos los núcleos más poblados.

## Entidades de población
Localidades que forman parte de la parroquia:
- Arteos
- Bello (Beyo)
- Cambrosio
- Carrocera
- Casares
- Castandiello (Castandiel.lo)
- Castiello (Castiel.lo)
- Corigos
- La Cortina
- Cubrenes
- El Escobio (L'Escuyu)
- Fresnaza
- El Lagar (L.lagar)
- Longalendo (L.longalendo)
- Lameras (L.lameres)
- Misiegos
- El Palacio
- Pereda (Perea)
- Pinedo (Pineo)
- La Provía (La Pruvía)
- El Pueblo (El Puiblu)
- Riocastiello (Rucastiel.lo)
- La Roza
- San Antonio
- La Sierra
- Las Tercias (Les Tercies)
- Valdediós
- Vegalatorre
- Veguellina (La Veguel.lina)
- La Venta
- Villar (Vil.lar)
- Las Barrosas (Les Barroses)
- La Biesca (La Viesca)
- El Cabanón
- La Cantera
- La Casillina (La Casil.lina)
- El Pandiello (El Pandiil.lu)
- Murias (Muries)

## Festividades
Su fiesta más importante se celebra el último domingo de agosto en honor de san Antonio, donde tiene lugar el tradicional "Toreu del santu":
El 'Toreu' del Santu se realiza en una procesión durante 1 km aproximadamente, que es la distancia entre la Iglesia de San Pedro en Piñeres y la Capilla de San Antonio en San Antonio. 
La imagen de San Antonio, que preside la solitaria ermita situada en la orilla izquierda del río Aller, y en el lugar también llamado San Antonio, es llevada días antes del festejo a la iglesia parroquial, que está bajo la advocación de San Pedro y se levanta en el lugar denominado La Cortina. El día de la fiesta, la imagen es devuelta a su capilla en multitudinaria procesión, cuya singularidad y atractivo reside en el juego de la bandera o toreo del Santu. 
Quien cumple con esta tradición es un mozo vestido con fajín azul y boina que en dicha procesión ondea una bandera dibujada a cuadros con bruscos y continuos movimientos, dando siempre cara al santo, sin que toque el suelo, ni se arrugue o pliegue la tela. Parece que los dibujos que la bandera traza delante de la imagen representan la tentación de la que sale triunfante, ya que antes de introducirla en su pequeña ermita el abanderado extiende el lienzo en el suelo y el santo es pasado por encima de él, lo que se interpreta como el triunfo
Otras festividades:
- Santo Antón el 17 de enero en Villar.
- Santiago el 25 de julio en Corigos.
- San Julián en enero en El Pueblo.
- Santa Rita en mayo en El Pueblo.

## Gastronomía
El postre típico de Piñeres al igual que en el resto del concejo de Aller es el Panchón, postre hecho con pan de escanda, mantequilla, azúcar o miel. Otro postre típico son "les casadielles".